# أنطولوجيا علم أحياء الأنظمة

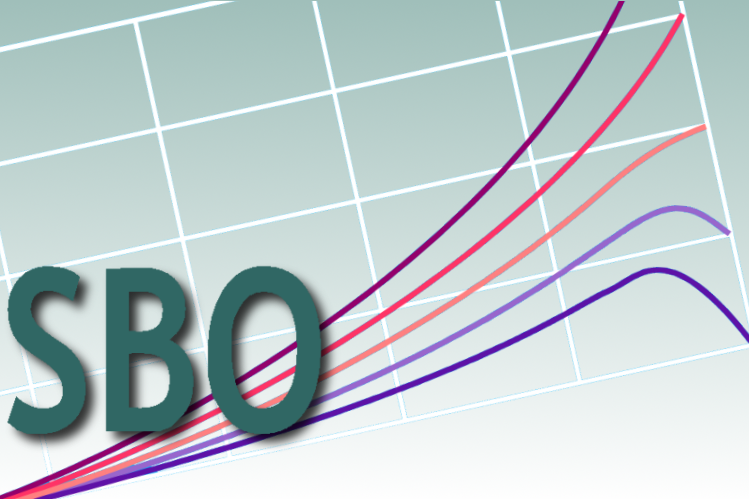

علم أحياء الأنظمة (SBO) هو مجموعة من المفردات ذات العلاقة والرقابة من المصطلحات المستخدمة بشكل شائع في علم أنظمة الأحياء، وخاصة في النمذجة الحاسوبية. SBO جزء من جهد BioModels.net .

## التحفيز
النهوض بعلم أحياء الأنظمة، يبحث في فهم العمليات الجيوية ككل، بالتركيز على الحاجة ليس فقط على تطوير النماذج الكمية المطابقة، لكن ايضاً لإنشاء معايير تسمح بتبادلها واتمامها. هذا القلق دفع المجتمع لتصميم بنية بيانات مشتركة مثل ([./https://en.wikipedia.org/wiki/CellML CellML]) و ([./https://en.wikipedia.org/wiki/SBML SBML]). (SBML) هو الآن مقبول إلى حد كبير وتستخدم في هذا المجال. مع ذلك، لا يقل اهمية عن التعريف بتركيبة الجملة كما انها ضرورية لتوضيح دلالات النماذج.(SBO) هي محاولة لتزويد وسائل شرح النماذج بالمصطلحات التي تشير إلى الدلالات المقصودة لمجموعة فرعية هامة من النماذج شائعة الاستخدام في بيولوجيا الأنظمة الحسابية. التطور في (SBO) نوقش لأول مرة في الاجتماع التاسع لمنتدى (SBML)في هايدلبرغ في 14-15أكتوبر 2004 . خلال المنتدى، ذكر «بيدرو مينديز» أن المودعين لديهم الكثير من المعرفة اللازمة لفهم النموذج، والأهم من ذلك لمحاكاة ذلك، ولكن لم يتم تشفير هذه المعرفة في (SBML). اقترح «نيكولاس لو نوفير» إنشاء مفردات محكومة لتخزين محتوى عقل «بيدرو مينديز» الفكري قبل أن يتخلى عن المجتمع.الإعلان عن تطوير الأنطولوجيا بشكل رسمي في رسالة من «لو نوفير» إلى «ميشيل هوكا» و «اندرو فيني» في 19 أكتوبر.

## بناء
(SBO) يتكون حاليا من سبعة مفردات مختلفة:
- معاملات الوصف النظامية (المحفز الثابت، الديناميكا الحرارية، درجة الحرارة..)
- الجزء المشارك (الركيزة، المنتج، المحفز..)
- هيكل النموذج (متقطع، مستمر..)
- عبارات رياضية (قانون معدل الكتلة - الحركة، قانون معدل هيل..)
- تمثيل الكيان الحاصل (العملية الكيميائية الحيوية، التفاعل الجزيئي أو الوراثي...)
- تمثيل الكيان المادي (الناقل، المقصورة المادية، يمكن ملاحظتها...)
- تمثيل البيانات الوصفية (الشرح)